# Brandon (ancienne circonscription fédérale)
Pour les articles homonymes, voir Brandon.
Brandon fut une circonscription électorale fédérale du Manitoba, représentée de 1896 à 1953.
La circonscription de Brandon a été créée en 1892 avec des parties de Marquette et de Selkirk. Abolie en 1952, elle fut fusionnée avec la circonscription de Souris pour créer Brandon—Souris.

## Géographie
En 1892, la circonscription de Brandon comprenait:
- Les municipalités de Morton, Winchester, Arthur, Pipestone, Wallace, Woodworth, Sifton, Daly, Whitehead, Glenwood, Elton, Cornwallis et Oakland
- Le village de Virden
- La cité de Brandon

## Députés
1. 1896-1896 — Dalton McCarthy, McCarthyite
2. 1896-1911 — Clifford Sifton, PLC
3. 1911-1917 — James Albert Manning Aikins, CON
4. 1917-1921 — Howard Primrose Widden, Unioniste
5. 1921-1930 — Robert Forke, PPC
6. 1930-1930 — Thomas Alexander Crerar, PLC
7. 1930-1938 — David Wilson Beaubier, CON
8. 1938-1950 — James Ewen Matthews, PLC
9. 1951-1952 — Walter Dinsdale, PC

- CON = Parti conservateur du Canada (ancien)
- PC = Parti progressiste-conservateur
- PLC = Parti libéral du Canada
- PPC = Parti progressiste du Canada